# Салин (окръг, Арканзас)
Вижте пояснителната страница за други значения на Салин.
Окръг Салин (на английски: Saline County) е окръг в щата Арканзас, Съединени американски щати. Площта му е 1891 km², а населението – 107 118 души (2010). Административен център е град Бентън.